# Себаштіан Сальгаду
Себаштіан Рібейру Сальгаду Жуніор (порт. Sebastião Ribeiro Salgado Júnior; 8 лютого 1944, Айморес, Мінас-Жерайс, Бразилія — 23 травня 2025) — бразильський фотограф-документаліст та фотожурналіст.
Під час роботи над своїми фотопроєктами він відвідав понад 120 країн світу. Більшість із цих подорожей відображені в його книгах та публікаціях для преси. Виставки своїх робіт Себаштіан представляв по всьому світу.
Сальгаду є послом доброї волі ЮНІСЕФ. Він був нагороджений грантом Меморіального фонду В. Юджина Сміта 1982 року, почесним членством в Американській академії мистецтв і наук 1992 року та медаллю і почесною стипендією Королівського фотографічного товариства 1993 року. Крім того, Себаштіан є членом Академії витончених мистецтв у Інституті Франції з квітня 2016 року.

## Біографія

### Освіта та робота економістом
Сальгаду народився 8 лютого 1944 року в Айморесі, штат Мінас-Жерайс, Бразилія. Після дещо мандрівного дитинства Сальгаду спочатку здобув освіту економіста в Університеті Сан-Паулу в Бразилії. Він почав працювати економістом у Міжнародній кавовій організації, часто їздив до Африки з місіями від Світового банку і тоді вперше почав серйозно фотографувати. Він вирішив відмовитися від кар'єри економіста і повністю присвятити себе фотографії 1973 року — і тоді ж почав фотографувати для преси.

### Кар’єра фотографа
Спочатку Сальгаду працював із фотоагентством Sygma та паризькою компанією Gamma, а 1979 року приєднався до міжнародної організації фотографів Magnum Photos. Він покинув Magnum 1994 року та разом зі своєю дружиною Лелією Ванік Сальгаду створив у Парижі власне агентство Amazonas Images, щоб представляти свої роботи. Він особливо відомий своєю соціально-документальною фотографією робітників у менш розвинених країнах. Сальгаду зі своєю родиною мешкає в Парижі.
З 2001 року він є послом доброї волі ЮНІСЕФ.
Сальгаду працює над власними довгостроковими проєктами, багато з яких були опубліковані як книги: «Інші Америки», «Сахель», «Робітники», «Міграції» та «Буття». Останні три — це великі колекції з сотнями зображень з усього світу. Найвідоміші його фотографії — з золотого рудника Серра Пелада у Бразилії.

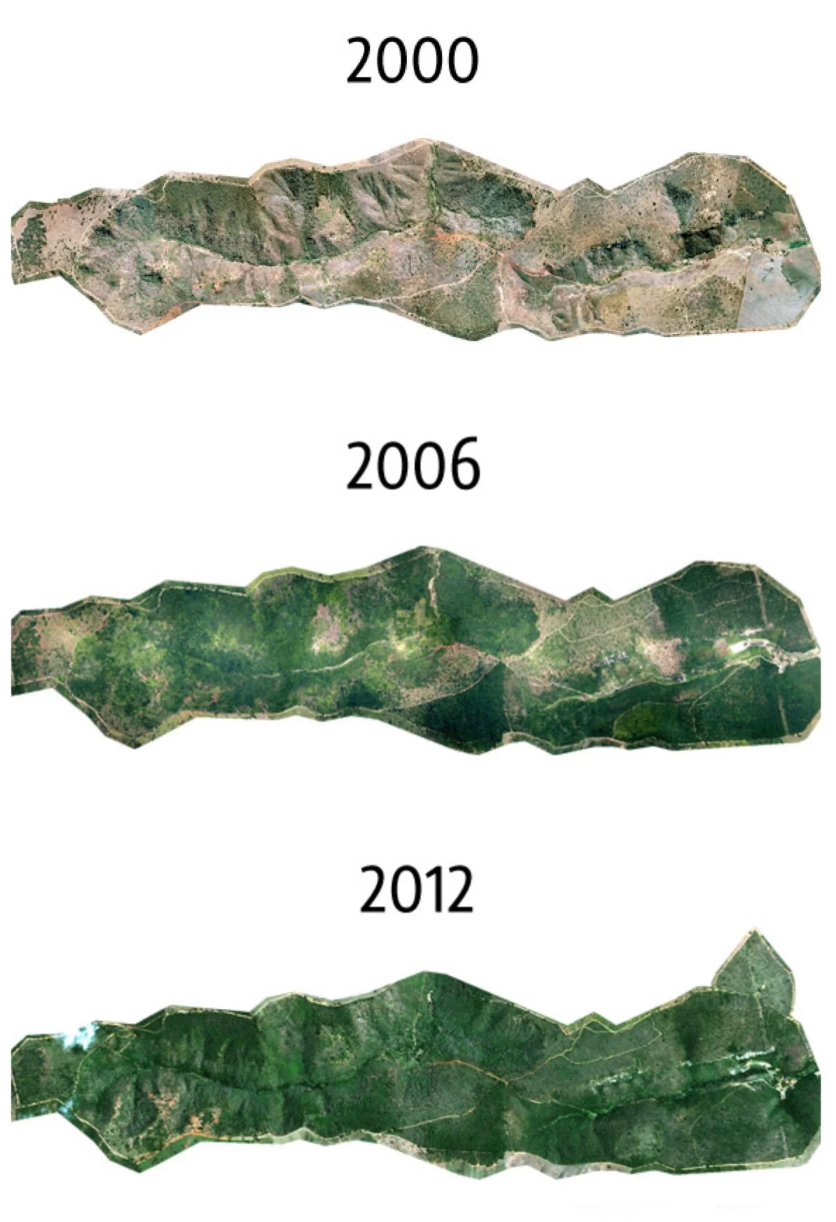
Лісовідновлення Фазенди Булкао, або ферми Булькао, Інститут Терра

### Інститут Терра
З 1990-х років Себаштіан та Лелія працювали над відновленням частини Атлантичного лісу в Бразилії. 1998 року їм вдалося перетворити 17 000 акрів (майже 6900 га) на природний заповідник і створити Інститут Терра. Цей інститут присвячений місії відновлення, збереження лісів та екологічної освіти.

### Фотопроєкт «Буття»
З 2004 по 2011 рік Сальгаду працював над проєктом «Буття», маючи на меті представити незаплямовані обличчя природи та людства. Проєкт складається з серії фотографій пейзажів і дикої природи, а також людських спільнот, які продовжують жити відповідно до своїх традицій і культур предків. Ця робота задумана як потенційний шлях до переусвідомлення людством себе в природі.
У вересні та жовтні 2007 року Сальгаду демонстрував свої фотографії працівників кав'ярень з Індії, Гватемали, Ефіопії та Бразилії в посольстві Бразилії в Лондоні. Метою проєкту було підвищення обізнаності громадськості про походження популярного напою.

### «Сіль Землі»
Сальгаду та його робота фотографом стали сюжетом фільму «Сіль Землі» (2014), який зрежисерували Вім Вендерс та син Сальгаду Джуліану Рібейру Сальгаду, продюсером виступила дружина Лелія Ванік Сальгаду. Фільм отримав спеціальну нагороду на Каннському кінофестивалі та номінацію на найкращий документальний фільм на кінопремії «Оскар» 2015 року. Він виграв приз глядацьких симпатій 2014 року на Міжнародному кінофестивалі в Сан-Себаштіані та 2015 року на Міжнародному кінофестивалі в Тромсе. «Сіль Землі» також отримав премію «Сезар» за найкращий документальний фільм на 40-й церемонії кінопремії.

## Фільмографія
- «Сіль Землі» (2014). Документальний фільм про Сальгаду, режисери — Вім Вендерс та Джуліано Рібейро Сальгаду.

## Зовнішні посилання
- Інститут Терра
- Фотоагентство Amazonas Images, створене Сальгаду та його дружиною Лелією Ванік
- Біографія в The Guardian
- «Себаштіан Сальгаду: німа драма фотографії» TED Talk (17-хвилинне відео)
- «Назад до природи, у малюнках та дії», New York Times, 2009
- «„Буття“ від Себаштіана Сальгаду: огляд виставки», Huffington Post UK, 2013
- Британська енциклопедія